# アルバ・メイラ
アルバ・メイラ（Alba Meira）は、SNKの対戦型格闘ゲーム『KOF MAXIMUM IMPACT』シリーズに登場する架空の人物。担当声優は佐藤佑暉。

## 概要
『KOF MAXIMUM IMPACT』（以下『MI』と表記）シリーズにおける主人公。ストリートギャング「サンズ・オブ・フェイト」の若きリーダーで、現在のキング。「暁の悪魔」と呼ばれている。相棒は双子の弟であるソワレ・メイラ。
両親は3歳の時に死別。弟のソワレと共に施設で育てられたが、14歳になった時に外へ飛び出す。ヨーロッパからアメリカまで放浪し、サウスタウンにたどり着いた。当初はかなり心が荒んでいて、人に裏切られる辛さを深く知っている為、どうしても周囲から素直になる事が出来ず、ソワレ以外の人間には不信感を抱いていた。その頃にフェイトと出会い、彼と接した事で心を開く。
初登場時は荒っぽい言葉遣いをする所もあったが、『MI2』以降は紳士的で礼儀正しい性格に推移している。一人称は「私」（昔は「俺」だった）。女性に対しては一礼をする。ミニョン・ベアールには「お嬢ちゃん」と呼び、子供っぽさをたしなめている。『The King of Fighters: Another Day』では子供を家まで送る優しい一面を見せた。
トレードマークのサングラスをかけるようになったのはフェイトの教えによるもの。特定のコスチュームでサングラスを外した素顔が見られる。その顔立ちは双子だけあり、ほぼソワレと瓜二つ。
中国拳法（我流）の他にも、気功も使える。また、KOFの主人公の中ではアルバのみ炎系の技がない。少年時代はよくサウスタウンのチャイナタウンへ通い、見よう見まねで拳法を学んでいた。その上達ぶりはリー・パイロンを唸らせ、李香緋も彼を気に入って熱心に指導していたほど。
フェイトが死んだ要因として、彼に情報を提供していたエージェントのセスを一時敵視していた。一応、フェイトの死が彼のせいでない事を理解しているが、心では未だにわだかまりや嫌悪感を捨てきれないでいる。
『MI2』にて、ジヴァートマとの対戦で「ユーダイム」と呼ばれ、エンディングで巨大組織「アデス」にソワレを奪われてしまう。出生になんらかの秘密があるようである。
恋愛ゲーム（乙女ゲーム）である『Days of Memories 〜彼と私の熱い夏〜』では攻略対象のキャラクターとして登場する。主人公の父親が勤務する会社のサウスタウン支社のトップであり、新事業立ち上げのため来日、主人公の家に下宿することになる。

## 各種技の解説

### 特殊技
骨破
踏み込んで出す肘打ち。出の早い中段技なので、崩しに効果的。

### 通常投げ
鉄火
相手の胸倉を掴んで後ろから前に足を払い、後方に倒れかけた相手の腹にパンチを入れて地面に叩き付ける。
烈火
相手の胸倉を掴んで前から後ろに足を払い、前のめりに倒れかけた相手の背中に蹴りを入れて地面に叩き付ける。攻撃後は相手との位置が入れ替わる。

### 必殺技
斬光
縦に大きい衝撃波を放つ。隙が少なく、非常に使いやすい飛び道具。ダウン中の相手にも当たる。『2』では弾速がやや遅くなっている。
懺光
『2』で追加。「斬光」の次に放つ衝撃波。やや隙が大きく見切られやすい。
残光
『2』で追加。「懺光」の次に放つ衝撃波。隙が甚大で、相当距離が離れていないと近づかれやすい。

風方拳
竜巻を纏った手で相手を吹き飛ばす技。動作が速い。
雷方拳
雷のような気で相手を弾き飛ばす技。動作は「風方拳」より遅いが、下段攻撃で威力もある。
掴龍　上段/下段
カウンター技。持続時間が長く、技後の隙は小さめ。
六極連弾
『2』で追加。最初のストレートがヒットした場合、両手での乱打を浴びせる。
縛龍散打
コマンド投げ。相手を持ち上げ、空中で何度も拳で突く。
砕龍
『2』で追加。「縛龍散打」の後、相手を地面に蹴り足で叩きつける技。起き攻めしやすくなる。

### 超必殺技
秘奥義　開門雷神拳
衝撃波を纏った拳で突く技。「覇王雷光拳」より攻撃判定の持続が短い。
究極秘奥義　覇王雷光拳
衝撃波を放つ技。攻撃判定の持続が長く、衝撃波も長く残るため、反撃や仕切り直しに使える。
封印奥義　幻影雷神流星拳
『2』で追加。後ろ回し蹴りを当てて、空中へ打ち上げて叩き落す技。無敵時間がかなり長く、隙もほとんど無いが、攻撃発生までが遅い。相手が攻撃してきている時に出すと、比較的当たりやすい。

## 関連人物
- ソワレ・メイラ - 双子の弟・相棒
- 草薙京 - ライバル
- セス - フェイトを死に追いやった要因
- リアン・ネヴィル - フェイトを殺した暗殺者
- デューク - 宿敵
- ルイーゼ・マイリンク - 連帯感・何らかの秘密を知っている者
- ジヴァートマ - 何らかの秘密を知っている謎の宿敵＆弟・ソワレを奪った張本人
- ミニョン・ベアール - 子供っぽい「お嬢ちゃん」
- 李香緋 - 少年時代に拳法を教わっていた